# 風の伝承者
『風の伝承者』（かぜのでんしょうしゃ）は原作：若桑一人、作画：山本智による日本の少年漫画作品。週刊少年漫画雑誌『週刊少年サンデー』（小学館）に、1998年14号から2000年11号まで連載された。単行本は小学館：少年サンデーコミックスより全10巻｡

## あらすじ
けんかの弱い高校生、風雅一平は古流武術、風雅流六芸（柔術、剣術、馬術、弓術、槍術、鉄砲術）の継承者。風雅家は戦国時代より続く流派である。亡き父により継承者となった一平は武芸に興味は示すどころか戦いはまるでだめである。風雅流の段位を持つ春香は、そんな一平の継承者らしくない態度に激怒し、無理やり六芸のすべてを伝授しようとするのだが、戦うということに恐怖を感じる一平はいつも逃げ回るのであった。果たして一平は継承者になることができるのだろうか。

## 登場人物

### 風雅流六芸
風雅一平（ふうが いっぺい）
古流武術、風雅流六芸の正統伝承者。高校1年生。臆病者でかなり弱い。姉妹には小間使いの扱いを受けている（春香いわく「筋肉の鍛錬を兼ねている」ため、実はかなり筋肉質の体格である）。そのため、将来は家を出て独立しようと考えている。格闘センスに優れており、本気を出すと強いのだが、相手を殺してしまうのではないかと言う無意識の恐怖感で、普段は萎縮してしまっている。後に秋野武彦との出会いで克服する。
手先が器用で、裁縫や美術の粘土造形が得意。千秋のリング・コスチュームは彼のお手製。
風雅千秋（ふうが ちあき）
一平の双子の姉。高校1年生。大のプロレス好きで、複数の女子プロ団体からスカウトされるほどの実力の持ち主。だが泰斗流六術の使い手に死の恐怖を味わわされ、臆してしまった事もある。
気が短く一平を喧嘩に巻き込むことも多いが、本心では「一平が強くて頼りになる男であることを信じ、それを証明したい」と思っている。終盤では家事や炊事もそこそこ手伝うようになった。
風雅夏美（ふうが なつみ）
一平の次姉。キックボクサーとモデルをしている。炊事、掃除、洗濯は一切しない。姉妹の中では最も色っぽく、大胆な下着を愛用している。小遣いのやりくりに苦労しているようで、ナンパしてくる男を「財布」のように思っている節もある。
風雅春香（ふうが はるか）
一平の長姉。亡き父と次代継承者一平の間で伝承を中継ぎしている「中伝」であり、風雅流六芸の段位を持っている。特に剣術の腕前は一流。またフリーのジャーナリストでもあり、一家の生計を支えている。
風雅小冬（ふうが こふゆ）
一平の妹。中学生。格闘は得意ではないが、鉄砲の腕前はかなりのものである。一平、千秋、みやびのことを「ちゃん」付けで呼んでいる。鉄砲を平気で他人の顔に向けて引き金を引ける。
風雅みやび（ふうが みやび）
一平たちの母親。家をしばらくあけていた。実は泰斗宗家の泰斗十蔵の娘。かなりちゃらんぽらんな性格をしているが、決めるときは決める。
風雅一馬（ふうが かずま）
故人で一平たちの父親。一平たちが幼い頃に病死した。

### 泰斗流六術
手芝敏雄（てしば としお）
一平たちの宿敵、泰斗流六術の刺客。実戦空手の経験者。上昇志向が強く攻撃的な性格の持ち主であり、自分の流派を自分で叩き潰して泰斗に入った。自他に厳しく自分の信念に従って突き進む姿から他者の尊敬を得る事がある。
森田義史（もりた よしふみ）
泰斗流六術の刺客。テコンドーの経験者。依存していた手芝が姿を消した事から、一平に対して敵意をむき出しにする。
秋野眉子（あきの まゆこ）
泰斗流六術宗家における分家の娘。プロレスが得意で千秋と互角に渡り合う腕前。しばらく、風雅家に居候していたことがあった。
秋野武彦（あきの たけひこ）
泰斗流六術の継承者。眉子の兄。一平の宿命のライバル。武芸者として強い信念と覚悟を持ち、闘いに余計な感情を持ち込む事を嫌うストイックな性格の持ち主。作中で唯一、自分の在り方及び武芸者としての信念を一平に認めさせた人物。過去に父親を試合で下半身不随にした経験を持っている。
秋野千住（あきの せんじゅ）
泰斗流六術の長老。武彦を風泰流の盟主にしようと画策する。得体の知れない老人。
神谷啓悟（かみや けいご）
泰斗流六術の客分。古伝・東派要流の剣の達人である。

### 九闘流
九鬼美童（くき みどう）
若者たちの間で圧倒的な支持を得ている「総合美容の女神」。その正体は九闘流の頭領。かつて、鳳凰を手に入れるべく風雅一馬の命を狙ったが、返り討ちにされるものの一馬がトドメを刺すことを躊躇ってしまったため、以後は風雅と泰斗を滅ぼすべく暗躍する。
麗（れい）
九鬼美童の息子。謎が多い。

### その他
高杉圭一郎（たかすぎ けいいちろう）
名峰学園剣道部の元主将。夏美にほれている。現在、留年中。
坂口信幸（さかぐち のぶゆき）
名峰学園相撲部主将。千秋に自分の女になるよう迫るも一平に倒される。現在、留年中。
板垣誠（いたがき まこと）
アメリカ帰りの格闘技の天才で、独学でマスターしている。

## 書誌情報
|     | 発売日         |  | ISBN                |
| 1.  | 1998年8月8日   |  | ISBN 978-4091254511 |
| 2.  | 1998年10月17日 |  | ISBN 978-4091254528 |
| 3.  | 1998年12月10日 |  | ISBN 978-4091254535 |
| 4.  | 1999年2月18日  |  | ISBN 978-4091254542 |
| 5.  | 1999年4月17日  |  | ISBN 978-4091254559 |
| 6.  | 1999年6月16日  |  | ISBN 978-4091254566 |
| 7.  | 1999年8月7日   |  | ISBN 978-4091254573 |
| 8.  | 1999年11月18日 |  | ISBN 978-4091254580 |
| 9.  | 2000年2月18日  |  | ISBN 978-4091254597 |
| 10. | 2000年4月18日  |  | ISBN 978-4091254603 |